# Phyllanthus ovalifolius
Phyllanthus ovalifolius är en emblikaväxtart som beskrevs av Peter Forsskål. Phyllanthus ovalifolius ingår i släktet Phyllanthus och familjen emblikaväxter. Inga underarter finns listade i Catalogue of Life.